# 内田弘樹
内田 弘樹（うちだ ひろき、1980年〔昭和55年〕 - ）は、日本の小説家。愛知県出身。中京大学卒業。

## 略歴
1990年代後半から仮想戦記やパソコンゲームを題材とした二次創作小説による同人誌およびWeb上での創作活動を行っていた。2004年に仮想戦記『幻翼の栄光』でデビュー。
同人サークル「近衛衆兵鉄虎第501大隊」として、同人活動も行っている。
軍事雑誌で各種解説記事を書くこともある。

## 作品リスト

### 小説
- 幻翼の栄光（有楽出版社）
- 戦艦大和欧州激闘録（銀河出版）

1. 鋼鉄の破壊神
2. 戦艦大和地中海決戦録

- 征翼の守護神（有楽出版社）

1. （サブタイトルなし）
2. セイロン強襲
3. ハワイ沖最終決戦

- 鉄獅子の咆哮―満州1945（学習研究社）
- 蒼空の盾（イージス）―帝都防空戦1945（学習研究社）
- 紅蓮の翼（学習研究社）

1. 戦闘攻撃機「爆風」誕生!
2. 「爆風」ガ島攻防戦!
3. 「爆風」死闘の果て

- 鋼鉄のアナバシス（イカロス出版/あくしずノベルス）
- シュヴァルツェスマーケン（エンターブレイン/ファミ通文庫）

1. 神亡き屍戚の大地に
2. 無垢なる願いの果てに
3. 縹渺たる煉獄の彼方に
4. 許されざる契りのために
5. 紅蓮なる弔鐘の中で
6. 儼たる相剋の嚮後に
7. 克肖導く熾天の大地へ

- 艦隊これくしょん -艦これ- 鶴翼の絆（富士見書房/富士見ファンタジア文庫）全6巻
- 機甲狩竜のファンタアジア（富士見書房/富士見ファンタジア文庫）全3巻
- ミリオタJK妹! 異世界の戦争に巻き込まれた兄妹は軍事知識チートで無双します（SBクリエイティブ/GA文庫）全3巻
- 奴隷エルフ シリーズ（美少女文庫）

1. 奴隷エルフ解放戦争 姫騎士と呪いの首輪（2018年9月）
2. 奴隷エルフ救国戦争 王子は姫騎士を守りたい（2019年11月）

### 漫画原作
- 傭兵ガールのお仕事!（作画：赤澤正之、KADOKAWA/月刊コミック電撃大王）既刊2巻
- この社会主義グルメがすごい!!（作画：河内和泉、電撃コミックスEX、2019年4月）
- ゼロ戦エース、異世界で最強の竜騎士になる!（作画：宮野アキヒロ、秋田書店/チャンピオンクロス）

#### 監修担当
- Uterus of the Blackgoat 黒山羊の仔袋（作画：春輝、原作：ニトロオリジン、KADOKAWA/COMIC VAMP）既刊3巻

### 解説書
- どくそせん（イカロス出版、2007年8月）
- 【ミリタリー選書36】20世紀の軍人列伝（共著、イカロス出版、2014年4月）
- 枢軸の絆 (Band of AXIS)（イカロス出版、2018年2月）
- 日本軍が太平洋戦争の激ヤバ現場な案件でがんばった話（共著、イカロス出版、2020年3月）

#### 同人誌
- イラストでわかる! V号戦車パンター【戦歴編】（共著、プロイェクト・オスト、2016年5月）
- イラストでわかる! V号戦車パンター【運用編】（共著、プロイェクト・オスト、2016年5月）
- Bf109T艦上戦闘機の戦歴と空母グラーフ・ツェッペリン ドイツ空軍戦闘記録（プロイェクト・オスト、2018年8月）
- 呂五〇〇 「ヒトラーからの贈り物」 呂号第五〇〇潜水艦（U-511）の奇跡　【太平洋の灰色狼（Ｕボート）たち①】（プロイェクト・オスト、2018年12月）
- 東部戦線の日本人義勇兵たち スターリングラードの旭日旗1942-43　【ヒトラーの知られざる同盟軍①】（プロイェクト・オスト、2018年12月）
- 伊五〇一/五〇二、終戦後の戦い 日本海軍と協同したドイツUボートの知られざる作戦記録（プロイェクト・オスト、2019年4月）
- 日本空母部隊のドイツ海軍パイロットたち 【ヒトラーの知られざる同盟軍②】（プロイェクト・オスト、2019年8月）
- 日独潜水艦隊、南太平洋の激闘! 日本海軍と協同したドイツUボートの知られざる作戦記録（プロイェクト・オスト、2019年8月）

### 雑誌
- 電撃萌王編集部 (2013), “艦隊これくしょん〜萌王鎮守府通信〜”, 電撃萌王 (KADOKAWA) (2013年12月号):  5 - 8, 雑誌コード 04340-12、定期刊行物コード 4910043401237-00933